# Robert S. Lewis
Robert S. Lewis (* 15. August 1856; † 23. Mai 1956 in Fargo, North Dakota) war ein US-amerikanischer Politiker. Zwischen 1907 und 1911 war er Vizegouverneur des Bundesstaates North Dakota.

## Werdegang
Die Quellenlage über Robert Lewis ist sehr schlecht. Sicher ist nur, dass er zumindest zeitweise in North Dakota lebte und Mitglied der Republikanischen Partei war. Über sein Leben jenseits der Politik ist nichts bekannt. Zwischen 1901 und 1905 saß er im Senat von North Dakota. 1906 wurde Lewis an der Seite von John Burke zum Vizegouverneur seines Staates gewählt. Dieses Amt bekleidete er nach einer Wiederwahl zwischen 1907 und 1911. Dabei war er Stellvertreter des Gouverneurs und Vorsitzender des Staatssenats. Er starb am 23. Mai 1956 im Alter von 99 Jahren in Fargo, wo er auch beigesetzt wurde.